# Country Musume
Country Musume。 (カントリー娘。, « filles de la campagne ») est un groupe féminin de J-pop, actif de 1999 à 2007 dans le cadre du Hello! Project ; il est créé sur le thème des "filles d'Hokkaidō", une région rurale du Japon, et son nom est inspiré de celui de son groupe-sœur Morning Musume。. Inactif depuis 2007, le groupe est relancé en 2014 avec de nouveaux membres sous le nom réactualisé Country Girls.

## Country Musume

### Histoire
Country Musume (1999-2000)
Le groupe est d'abord produit par le chanteur Yoshitake Tanaka ; il est à l'origine composé de trois idoles japonaises : Rinne (Rinne Toda, la seule originaire d'Hokkaido), Azusa (Azusa Kobayashi), et Hiromi (Hiromi Yanagihara), sélectionnées après une audition  nationale lancée en mars 1999 dans le cadre de l'émission télévisée Idol o Sagase! et ouverte aux candidates de tout le pays. Mais peu après sa formation, Hiromi meurt dans un accident de voiture le 17 juillet 1999, une semaine avant la sortie de leur premier single Futari no Hokkaidō ; Azusa quitte aussi le groupe le mois suivant. Country Musume sort deux autres singles avec Rinne en tant qu'unique membre, Yuki Geshiki en novembre et Hokkaidō Shalala en avril suivant. Le 30 mai 2000, Asami (Asami Kimura) rejoint le groupe, qui sort un single en duo en juillet, Koi ga Suteki na Kisetsu. En fin d'année, le producteur du groupe, Yoshitake Tanaka, passe la main au producteur du Hello! Project, Tsunku.
Country Musume ni Ishikawa Rika (2001-2002)
En avril 2001, Rika Ishikawa du groupe affilié Morning Musume rejoint en parallèle Country Musume, d'abord à titre provisoire en tant qu'"invitée", celui-ci prenant alors le nom de Country Musume。ni Ishikawa Rika (Morning Musume。) (カントリー娘。に石川梨華(モーニング娘。)) ; le projet initial de Tsunku est d'"inviter" une membre différente à chaque nouveau single de Country Musume pour lui faire bénéficier de la célébrité des Morning Musume, mais il abandonne l'idée devant le succès de la formation avec Ishikawa et la maintient dans le groupe. Ses disques sortent désormais au niveau national sur le label zetima, les quatre premiers single ayant eu une distribution limitée. Le groupe sort en trio dans l'année deux singles (Hajimete no Happy Birthday! et Koibito wa Kokoro no Ōendan) et un premier album, Country Musume Daizenshū 1. Début 2002, une quatrième membre est intégrée, Mai (Mai Satoda, originaire d'Hokkaido), et le groupe sort peu après en quatuor le single Iroppoi Onna ~Sexy Baby~. En octobre suivant, Rinne le quitte pour se reconvertir, et Asami en devient le nouveau leader ; le groupe sort peu après en trio le single Bye Bye Saigo no Yoru, le dernier avec Ishikawa qui partira à son tour l'année suivante.
Country Musume ni Konno to Fujimoto (2003-2004)
En avril 2003, Miuna (Miuna Saitō) rejoint les Country Musume, et à la même époque Rika Ishikawa est remplacée par deux autres membres de Morning Musume originaires d'Hokkaido, Asami Konno et Miki Fujimoto, elles aussi "prétées" au groupe dans l'esprit du projet initial de Tsunku d'alterner les invitées. Le groupe, renommé Country Musume。ni Konno to Fujimoto (Morning Musume。) (カントリー娘。に紺野と藤本（モーニング娘。）), sort trois singles en quintet : Uwaki na Honey Pie et Senpai ~Love Again~ en 2003, puis Shining Itoshiki Anata à l'été 2004 qui restera son dernier single, les ventes se tassant. Les trois membres permanentes de Country Musume (Asami, Mai et Miuna) participent auparavant début 2004 à deux des titres de l'album de reprises FS5 Sotsugyō.
Inactivité (2005-2014)
Konno et Fujimoto ne participent plus au groupe, redevenu simplement Country Musume, qui ne sort plus de disques hormis à l'été 2006 la compilation Country Musume Daizenshū 2 ; celle-ci contient cependant une nouvelle chanson interprétée en trio par les trois membres alors officiellement actives (Asami, Mai et Miuna).
En janvier 2007, Asami et Miuna quittent le Hello! Project, signant ainsi la fin officieuse de Country Musume. Mai Satoda, qui en reste officiellement l'unique membre, rejoint le nouveau groupe Ongaku Gatas et connait la célébrité hors du H!P avec ses activités de mannequin et d'animatrice TV, et avec les groupes Pabo et Aladdin. Son départ du H!P a lieu le 31 mars 2009 avec les autres "anciennes" du Elder Club, après une ultime compilation dédiée à son ancien groupe (Country Musume Mega Best), et elle continue ses activités avec la maison-mère Up-Front, sortant des disques en solo.
Le 11 février 2014, une nouvelle audition, la première depuis onze ans, est annoncée pour relancer Country Musume avec de nouveaux membres, avec l'assentiment de Mai Satoda ; celle-ci devant partir pour l'étranger avec son époux, elle cesse ses activités pour la compagnie Up-Front et ne participera donc pas au groupe. Cette audition est finalement annulée, mais le projet initial est maintenu et donnera naissance quelques mois plus tard en novembre 2014 au groupe dérivé Country Girls (カントリー・ガールズ).

### Membres
- Hiromi Yanagihara (柳原尋美?, née le 19 octobre 1979, morte le 16 juillet 1999) : 27 avril 1999 - 16 juillet 1999
- Azusa Kobayashi (小林梓?, née le 30 janvier) : 27 avril 1999 - 23 août 1999
- Rinne (Rinne Toda) (りんね?, née le 6 février 1981) : 27 avril 1999 - 13 octobre 2002
- Asami (Asami Kimura) (あさみ?, née le 17 juillet 1984) : 30 mai 2000 - 28 janvier 2007
- Rika Ishikawa (石川梨華?, née le 19 janvier 1985) : avril 2001 - mi-2003 (invitée)
- Mai Satoda (里田まい?, née le 29 mars 1984) : 2 janvier 2002 - mars 2009 (départ du H!P)
- Miuna (Miuna Saitō) (みうな?, née le 12 février 1987) : 27 avril 2003 - 28 janvier 2007
- Miki Fujimoto (藤本美貴?, née le 26 février 1985) : mi-2003 - mi-2004 (invitée)
- Asami Konno (紺野あさ美?, née le 7 mai 1987) : mi-2003 - mi-2004 (invitée)

### Formations
Country Musume 
- Mi-1999 : Rinne Toda ; Azusa Kobayashi ; Hiromi Yanagihara
- 1999 : Rinne Toda
- 2000 : Rinne Toda ; Asami Kimura

Country Musume ni Ishikawa Rika
- 2001 : Rinne Toda ; Asami Kimura ; Rika Ishikawa
- 2002 : Rinne Toda ; Asami Kimura ; Rika Ishikawa ; Mai Satoda
- 2002-2003 : Asami Kimura ; Rika Ishikawa ; Mai Satoda

Country Musume ni Konno to Fujimoto
- 2003-2004 : Asami Kimura ; Mai Satoda ; Miuna Saitō ; Asami Konno ; Miki Fujimoto

Country Musume 
- 2005-2007 : Asami Kimura ; Mai Satoda ; Miuna Saitō
- 2007-2009 : Mai Satoda

### Discographie

#### Albums
- 12/12/2001 : Country Musume Daizenshū 1
- 23/08/2006 : Country Musume Daizenshū 2 (compilation)
- 10/12/2008 : Country Musume Mega Best (compilation)
- 25/02/2004 : FS5 Sotsugyō (participation)

#### Singles
par "Country Musume" :
1. 23/07/1999 : Futari no Hokkaidō
2. 30/11/1999 : Yuki Geshiki
3. 27/04/2000 : Hokkaidō Shalala
4. 31/07/2000 : Koi ga Suteki na Kisetsu
par "Country Musume ni Ishikawa Rika" :
5. 18/04/2001 : Hajimete no Happy Birthday!
6. 17/10/2001 : Koibito wa Kokoro no Ōendan
7. 17/04/2002 : Iroppoi Onna ~Sexy Baby~
8. 13/11/2002 : Bye Bye Saigo no Yoru
par "Country Musume ni Konno to Fujimoto" :
9. 24/07/2003 : Uwaki na Honey Pie
10. 12/11/2003 : Senpai ~Love Again~
11. 04/08/2004 : Shining Itoshiki Anata

#### Divers
DVD
- 27/11/2003 : Country Musume Single V Clips 1
- Février 2007 : Country Musume Live 2006 ~Shibuya des Date~ (pour le fan club)

## Country Girls
Country Girls (カントリー・ガールズ, "filles de la campagne") est un groupe féminin de J-pop, créé en 2014 dans le cadre du Hello! Project, présenté comme une nouvelle mouture de l'ancien groupe Country Musume.

### Histoire
La nouvelle formation est présentée en novembre 2014, alors composée de six membres. Elle comprend Momoko Tsugunaga du groupe Berryz Kōbō (dont la séparation est annoncée pour mars 2015), présentée comme la « playing manager » du groupe, et cinq débutantes : Risa Yamaki (ja), Manaka Inaba (ja) (toutes deux issues du Hello! Pro Kenshūsei), Mai Ozeki, Uta Shimamura, et Chisaki Morito (qui a participé aux auditions de la 12e génération du groupe affilié Morning Musume). En outre, Mai Satoda (ex-Country Musume), en est nommée « manager général ».
Le groupe est officiellement intégré au Hello! Project, et se produit pour la première fois lors de la tournée hivernale commune Hello! Project Concert Tour.
Il sort sous sa nouvelle appellation son premier disque, un single intitulé Itōshikutte Gomen ne / Koi Dorobō (愛おしくってごめんね／恋泥棒), le 25 mars 2015, onze ans après le dernier single de Country Musume. Mais le 12 juin suivant, l'un des membres, Uta Shimamura, quitte brusquement le groupe et le H!P à la suite d'un différend contractuel. Country Girls sort en quintet un deuxième single en août.
Le 5 novembre 2015, jour du premier anniversaire de la réactivation du groupe, deux nouveaux membres sont sélectionnés : Nanami Yanagawa et Musubu Funaki, provenant du Hello! Pro Kenshūsei ; elle rejoignent le groupe de manière effective fin décembre, après une période de formation.
Après l'intégration effective des deux membres, un nouveau single triple face A Boogie Woogie Love / Koi wa Magnet / Ranrarun ~Anata ni Muchū~ sort en mars 2016 sous cette nouvelle formation. Fin mars et début avril, les membres du groupe participent à la comédie musicale Kizetsu Suru Hodo Aishiteru! aux côtés de celles de Tsubaki Factory, et enregistrent avec elles sa bande originale qui sortira en juin suivant. Les dernières dates prévues sont cependant annulées à la suite de la maladie de Manaka Inaba (ja), l'actrice principale de la pièce.
À la fin d'avril, cette dernière annonce sa mise en repos de Country Girls en raison de crises d'asthme, maladie dont elle souffre depuis son enfance qui a détérioré son état de santé après ses performances avec le groupe d'idoles. Elle est contrainte de suspendre ses activités de suivre un traitement médical. Le 4 août est finalement annoncé son départ du groupe.
Début décembre, la Playing Manager Momoko Tsugunaga annonce son futur départ du groupe en 2017 après 15 ans de carrière au sein du Hello! Project. elle souhaite travailler dans l'univers des enfants depuis qu'elle a obtenu ses diplômes en 2016.
Début juin 2017 est annoncé un remaniement du groupe après le départ de Tsugunaga : le groupe restera actif pendant les tournées générales du Hello! Project mais ne sortira de singles que sous forme numérique. De cette façon les membres les plus âgées (Yamaki & Ozeki) pourront se concentrer sur leurs études. Dans le même temps, Morito intègrera les Morning Musume. '17 en tant que 14e génération, Yanagawa intègrera les Juice=Juice et Musubu intègrera les Angerme. Le groupe se réunira que pendant les tournées générales.

## Membres
| Nom              | Kanji            | Date de Naissance | Age              | Génération            | Couleur          | Notes                                                     |
| Formation finale | Formation finale | Formation finale  | Formation finale | Formation finale      | Formation finale | Formation finale                                          |
| ---------------- | ---------------- | ----------------- | ---------------- | --------------------- | ---------------- | --------------------------------------------------------- |
| Risa Yamaki      | 山木梨沙         | 14 octobre 1997   | 27 ans           | 1re (5 novembre 2014) | Citron vert      | Diplômée le 26 décembre 2019, ex-membre de College Cosmos |
| Chisaki Morito   | 森戸知沙希       | 19 février 2000   | 25 ans           | 1re (5 novembre 2014) | Orange           | Diplômée le 26 décembre 2019, ex-membre de Morning Musume |
| Mai Ozeki        | 小関舞           | 10 février 2002   | 23 ans           | 1re (5 novembre 2014) | Bleu             | Diplômée le 26 décembre 2019                              |
| Musubu Funaki    | 船木結           | 10 mai 2002       | 23 ans           | 2e (5 novembre 2015)  | Jaune            | Diplômée le 26 décembre 2019, ex-membre de Angerme        |
| Anciens membres  |                  |                   |                  |                       |                  |                                                           |
| Momoko Tsugunaga | 嗣永桃子         | 6 mars 1992       | 33 ans           | 1re (5 novembre 2014) | Rose             | Diplômée le 30 juin 2017, "Playing Manager"               |
| Uta Shimamura    | 島村嬉唄         | 24 juin 2000      | 25 ans           | 1re (5 novembre 2014) | Jaune            | Partie le 12 juin 2015                                    |
| Manaka Inaba     | 稲場愛香         | 27 décembre 1997  | 27 ans           | 1re (5 novembre 2014) | Rouge            | Diplômée le 4 août 2016, ex-membre de Juice=Juice         |
| Nanami Yanagawa  | 梁川奈々美       | 6 janvier 2002    | 23 ans           | 2e (5 novembre 2015)  | Violet           | Diplômée le 11 mars 2019, ex-membre de Juice=Juice        |

### Formations
- 5 novembre 2014 - 12 juin 2015 : Momoko Tsugunaga, Risa Yamaki, Manaka Inaba, Chisaki Morito, Uta Shimamura, Mai Ozeki
- 13 juin 2015 - 4 novembre 2015 : Tsugunaga, Yamaki, Inaba, Morito, Ozeki
- 5 novembre 2015 - 4 août 2016 : Tsugunaga, Yamaki, Inaba, Morito, Ozeki, Nanami Yanagawa, Musubu Funaki
- 5 août 2016 - 30 juin 2017 : Tsugunaga, Yamaki, Morito, Ozeki, Yanagawa, Funaki
- 1er juillet 2017 - 11 mars 2019 : Yamaki, Morito, Ozeki, Yanagawa, Funaki
- 12 mars 2019 - 26 décembre 2019: Yamaki, Morito, Ozeki, Funaki

### Discographie
Albums
1. 4 décembre 2019 : Country Girls Daizenshū 1! (compilation)

Mini albums
1. 6 mars 2019 : Seasons

Autres albums
1. 21 juin 2017 : Tsugunaga Momoko Idol 15 Shūnen Kinen Album ♡Arigatō Otomomochi♡

Singles
1. 25 mars 2015 : Itōshikutte Gomen ne / Koi Dorobō (dernier single avec Uta Shimamura)
2. 5 août 2015 : Wakatteiru no ni Gomen ne / Tamerai Summertime
3. 9 mars 2016 : Boogie Woogie Love / Koi wa Magnet / Ranrarun ~Anata ni Muchū~ (1er single avec la 2e génération Nanami Yanagawa, Musubu Funaki ; dernier single avec Manaka Inaba)
4. 28 septembre 2016 : Dō Datte Ii no / Namida no Request
5. 8 février 2017 : Good Boy Bad Girl / Peanut Butter Jelly Love

Single Numérique
1. 24 décembre 2017 : Kaite wa Keshite no "I Love You"

Autres chansons
1. 11 août 2017 : Konamaiki Girl
2. 24 août 2018 : Matenai After Five / Kasa wo Sasu Senpai
3. 24 août 2019 : One Summer Night ~Manatsu no Kesshin~ / Natsuiro no Palette

Bande originale
1. 1er juin 2016 : Engeki Joshibu Musical "Kizetsu Suru Hodo Aishiteru!" Original Soundtrack (collaboration avec Tsubaki Factory)

DVD/Blu-ray
1. 24 mai 2017 : Country Girls Music Video Clips Vol.1